# Klooster van Bonnecombe
Het klooster van Bonnecombe was een nonnenklooster van de cisterciënzers in Saint-Paul-d'Izeaux in het departement Isère in de regio Auvergne-Rhône-Alpes in Frankrijk. Het klooster werd in de 12e eeuw als dochterklooster van de abdij van Bonnevaux gesticht. 
Tijdens de Franse Revolutie werden de nonnen gedwongen om het klooster te verlaten. Of het klooster werd geplunderd of in brand gestoken en of er nog resten van bestaan is onbekend.